# Atletica leggera ai Giochi della XIX Olimpiade - Marcia 50 km

Video della gara (immagini in B/N)

La prova di marcia 50 km ha fatto parte del programma maschile di atletica leggera ai Giochi della XIX Olimpiade. La competizione si è svolta il 17 ottobre 1968 a Città del Messico, con arrivo nello Stadio olimpico.

## Ordine d'arrivo
| Pos.    | Atleta               | Nazione          | Tempo     |
| ------- | -------------------- | ---------------- | --------- |
| Oro     | Christoph Höhne      | Germania Est     | 4:20'13"6 |
| Argento | Antal Kiss           | Ungheria         | 4:30'17"0 |
| Bronzo  | Larry Young          | Stati Uniti      | 4:31'55"4 |
| 4       | Peter Selzer         | Germania Est     | 4:33'09"8 |
| 5       | Stig Lindberg        | Svezia           | 4:34'05"0 |
| 6       | Vittorio Visini      | Italia           | 4:36'33"2 |
| 7       | Bryan Eley           | Gran Bretagna    | 4:37'32"2 |
| 8       | José Pedraza         | Messico          | 4:37'51"4 |
| 9       | Karl-Heinz Merschenz | Canada           | 4:37'57"4 |
| 10      | Goetz Klopfer        | Stati Uniti      | 4:39'13"8 |
| 11      | Horst-Rüdiger Magnor | Germania Ovest   | 4:39'43"2 |
| 12      | Frank Clark          | Australia        | 4:40'13"8 |
| 13      | Örjan Andersson      | Svezia           | 4:40'42"6 |
| 14      | Gerhard Weidner      | Germania Ovest   | 4:43'26"2 |
| 15      | Sergey Grigoryev     | Unione Sovietica | 4:44'39"2 |
| 16      | Charel Sowa          | Lussemburgo      | 4:44'45"2 |
| 17      | Kazuo Saitō          | Giappone         | 4:47'29"6 |
| 18      | Shaun Lightman       | Gran Bretagna    | 4:52'20"0 |
| 19      | Bob Gardiner         | Australia        | 4:52'29"0 |
| 20      | Erwin Stütz          | Svizzera         | 4:53'33"8 |
| 21      | Henri Delerue        | Francia          | 4:57'40"2 |
| 22      | Mieczysław Rutyna    | Polonia          | 4:58'03"8 |
| 23      | Felix Cappella       | Canada           | 4:58'31"6 |
| 24      | Shaul Ladany         | Israele          | 5:01'06"0 |
| 25      | Pablo Colín          | Messico          | 5:01'30"0 |
| 26      | Dave Romansky        | Stati Uniti      | 5:38'03"4 |
| 27      | Ismael Hernández     | Messico          | 5:56'09"2 |
| 28      | Ricardo Cruz         | El Salvador      | 5:56'22"0 |
| -       | Bernhard Nermerich   | Germania Ovest   | Squal.    |
| -       | Abdon Pamich         | Italia           | Rit.      |
| -       | Burkhard Leuschke    | Germania Est     | Rit.      |
| -       | Gennady Agapov       | Unione Sovietica | Rit.      |
| -       | Ihor Della-Rossa     | Unione Sovietica | Rit.      |
| -       | John Kelly           | Irlanda          | Rit.      |
| -       | Paul Nihill          | Gran Bretagna    | Rit.      |
| -       | Stefan Ingvarsson    | Svezia           | Rit.      |